# 柳沢光邦
柳沢 光邦（やなぎさわ みつくに、嘉永7年3月13日〈1854年4月10日〉 - 大正12年〈1923年〉10月20日）は、越後黒川藩の第8代（最後）の藩主。位階は従二位。

## 生涯
高家旗本・武田信之の六男。江戸烏森の屋敷で生まれる。文久2年（1862年）11月13日、従兄にあたる先代藩主の光昭の養子となる。慶応3年（1867年）9月23日、将軍徳川慶喜に拝謁する。慶応4年（1868年）閏4月20日、養父の隠居により家督を相続する。明治2年（1869年）6月24日、版籍奉還により黒川藩知事に就任した。明治4年（1871年）7月14日、廃藩置県により免職となる。明治12年（1879年）、大蔵省御用掛となった。明治17年（1884年）7月、子爵に叙爵。明治23年（1890年）7月10日、貴族院議員に選出され、明治30年（1897年）7月9日まで1期務めた。研究会の創設時から所属したが、明治28年（1895年）に退会し無所属になった。大正12年（1923年）に死去した。

## 家族
父母
- 武田信之（実父）
- 柳沢光昭（養父）

妻
- 柳沢鶴 - 柳沢光昭の娘（正妻）
- 那須飛佐子 - 那須資興の娘（継妻）

子女
- 柳沢光武
- 柳沢光治
- 斐子 - 津軽類橘夫人
- 鉚 - 京極高義夫人
- 宣子 - 山田英夫夫人